# Üveggyapot

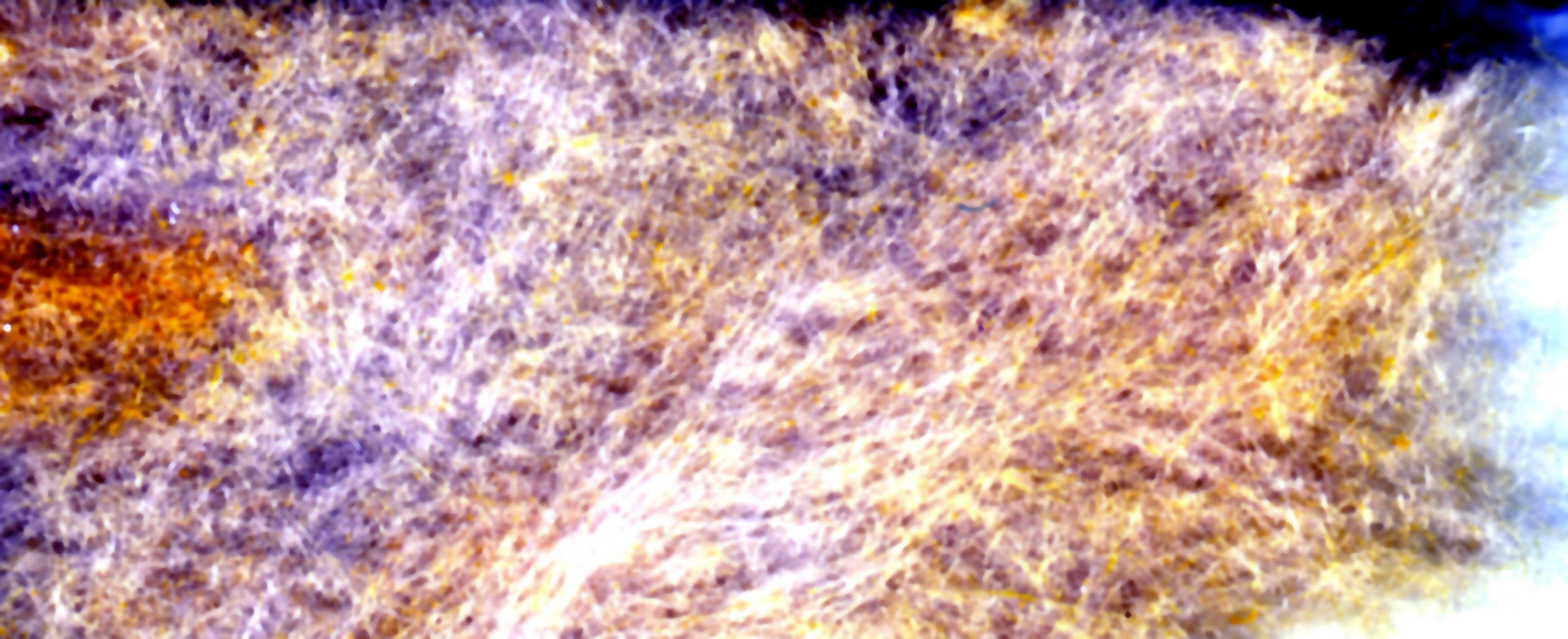
Üveggyapot-szigetelés

Az üveggyapot üvegszálakból álló, kötőanyag hozzáadásának eredményeképpen gyapjúhoz hasonló szerkezetű szigetelőanyag. Táblákat és tekercseket is gyártanak belőle, különféle mechanikai és hőtechnikai tulajdonságokkal.

## Gyártási folyamat
A természetes homok és újrahasznosított üveg 1450 °C-on történő összekeverése után a képződő üvegből szálakat formáznak, amelyhez a vattacukor gyártásához hasonló eljárást alkalmaznak: a megömlesztett üveget nagy fordulatszámú fém dobba (szálképző fejbe) juttatják, ahonnan a centrifugális erő kihasználásával annak palástján elhelyezkedő, kis méretű lyukakon átpréselik, majd légárammal lehűtik. A termék mechanikai tulajdonságait a hozzáadott kötőanyag határozza meg, amely "összeragasztja" a szálakat. Ideális esetben minden szál csatlakozásánál kötőanyag található. Az elkészült paplant ezután a kötőanyagként használt gyanta polimerizálásához körülbelül 200 °C-ra hevítik, majd a kellő szilárdság és méretstabilitás elérése érdekében kalanderezik. Végül a paplant tekercs vagy tábla formátumra darabolják, csomagolják, és felhasználásáig raklapon tárolják.

## Felhasználása
Az üveggyapot összefonódó, rugalmas üvegszálakból álló hőszigetelő anyag, amely a szálak közé "bezárt" levegőt tartalmaz, ezáltal kis testsűrűségű lesz. Testsűrűsége a kötőanyag mennyiségének és a préselés módjának függvényében változtatható. Lehet laza kitöltőanyag, illetve alkalmas sík felületek szigetelésére például falakban, cserepeknél, vízvezetékeknél. Csövek szigetelésére és hangszigetelésre is alkalmas.

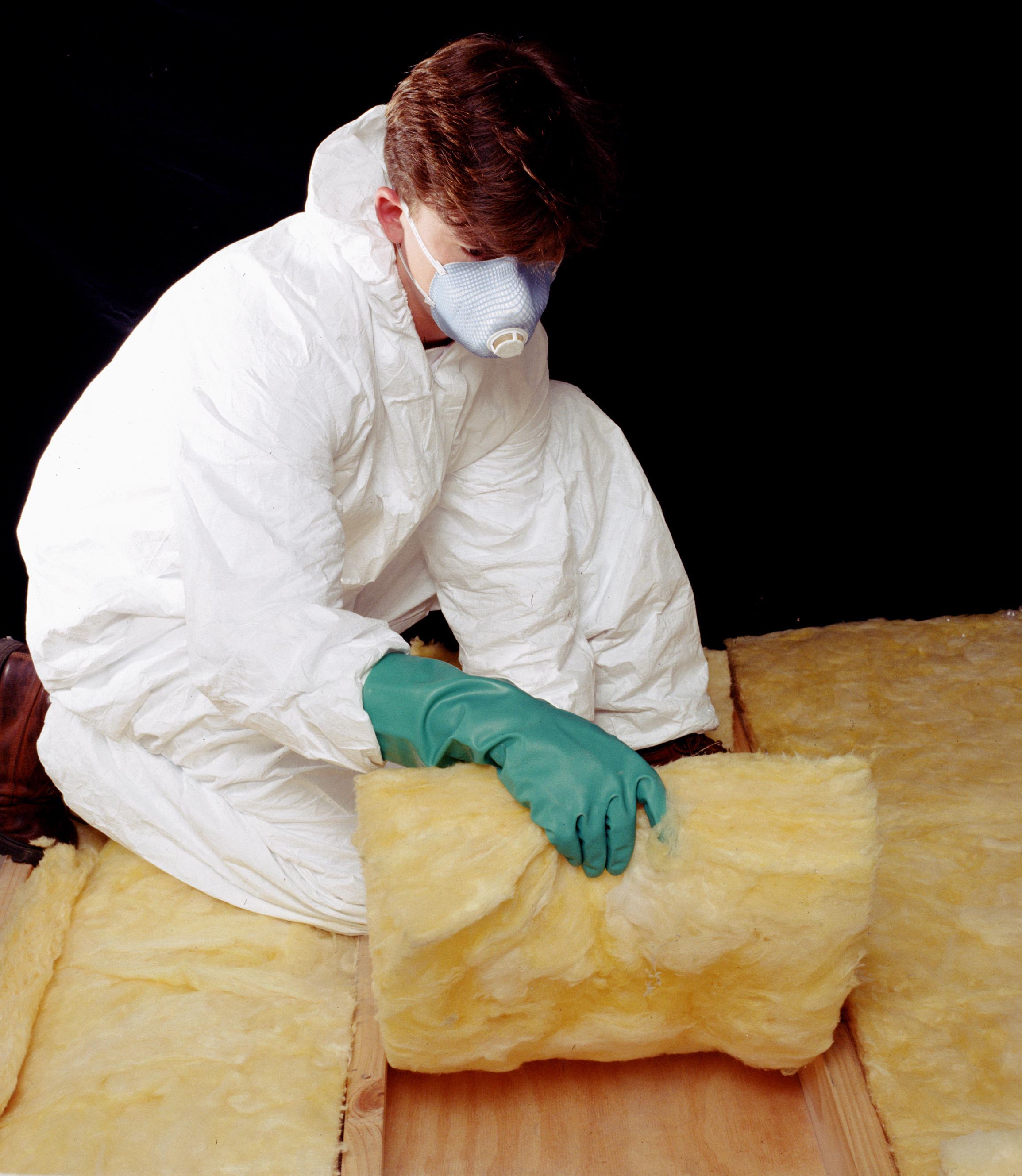
Üveggyapot alkalmazása födém szigetelésre

## Üveggyapot táblák és paplanok
A táblák előre meghatározott méretben, míg a paplanok tekercses formátumban kaphatóak. Az anyag összenyomása csökkenti hatékonyságát. Elektromos szekrények és egyéb berendezések falba illesztéséhez használva szabad utat biztosít a levegőnek a falüregbe. Elhelyezhető padlásfödémeken is, csökkentve ezzel a hőhidak kialakulásának lehetőségét. A paplanok párnafákra és gerendákra is elhelyezhetőek, vagy a közöttük lévő teret tölthetik ki. A táblák gerendák közé helyezése problémát okozhat; rögzítésüket nem szőtt textíliák, dróthálók vagy egyéb merevítések segíthetik. A táblák közötti illesztéseknél filtráció vagy kondenzáció léphet fel (mindkettő csökkenti a hőszigetelési képességeket), ezért beépítésük szigorú odafigyelést igényel. Ugyanezen okból kifolyólag gondos védelem (páratechnikai réteg) szükséges az időjárási hatások ellen, hogy feladatukat minél jobban el tudják látni.

## Egészségügyi problémák
A National Toxicology Program (NTP) 2011 júniusában eltávolította a karcinogén anyagokról szóló jelentéséből az összes biológiailag oldódó üveggyapotot (a lakóépületek szigetélésénél használtakat és az egyéb, nem szigetelésre használtakat is). Hasonlóképpen a California's Office of Environmental Health Hazard Assessment (OEHHA) 2011 novemberében módosította listáját, hogy csak a biológiailag nem lebomló és belélegezhető üveggyapotot tartalmazza. Az amerikai egyesült államokbeli NTP és a kaliforniai OEHHA lépése azt eredményezte, hogy a lakóházak és egyéb épületek szigeteléséhez használt biológiailag lebomló üveggyapoton nem szükséges feltüntetni rákkeltő hatásról szóló figyelmeztetést. Az összes hő- és hangszigetelésre általánosan használt üveggyapot új besorolást kapott az International Agency for Research on Cancertől (IARC) 2001 októberében, így ekkortól a nem besorolható az emberek számára rákkeltő anyagok közé minősítést kapta (Group 3).
Az üveggyapot irritálja a szemet, a bőrt és a légzési rendszert. Lehetséges tünetei lehetnek a szemek, bőr, orr, torok irritációja, légzési nehézség, torokfájás, rekedtség és köhögés. Tudományosan bizonyított, hogy az üveggyapot gyártása, behelyezése és használata biztonságos, ha a biztonsági előírásokat betartják, ezáltal csökkentik az időszakos mechanikai irritációt.
Az üveggyapot ellenáll a penészedésnek, de mégis előfordulhat, ha az üveggyapot nedvessé válik és szerves anyaggal szennyeződik. A vízzel érintkező üveggyapotot célszerű megvizsgálni és megbizonyosodni arról, hogy szennyezetté vált-e vagy megnedvesedett-e. A szennyeződött üveggyapot-szigetelést azonnal ki kell cserélni.

## Fordítás
- Ez a szócikk részben vagy egészben a Glass wool című angol Wikipédia-szócikk fordításán alapul.  Az eredeti cikk szerkesztőit annak laptörténete sorolja fel. Ez a jelzés csupán a megfogalmazás eredetét és a szerzői jogokat jelzi, nem szolgál a cikkben szereplő információk forrásmegjelöléseként.